# Tiszaeszlár
Tiszaeszlár je vas na Madžarskem, ki upravno spada pod podregijo Tiszavasvári Županije Szabolcs-Szatmár-Bereg.